# بنجامين هول
بنجامين هول (بالإنجليزية: Benjamin Hall, 1st Baron Llanover)‏ (8 نوفمبر 1802 - 27 أبريل 1867) كان مهندساً مدنياً وسياسياً بريطانياً اشتهر بمشاركته في إعادة بناء دار البرلمان البريطاني في ويستمنستير بمدينة لندن، وخاصة في إنشاء برج الساعة «بيغ بن» الذي أصبح من أشهر معالم إنكلترا.

## حياته
وُلد بنجامين هول في 8 نوفمبر 1802، وكان والده صناعيا. في 1832 تم انتخابه نائبا في البرلمان البريطاني كممثل محافظة مونماوث في ويلز وبقي كأحد أعضاء البرلمان لمدة خمس سنين. كان له دور فعال في تمرير قوانين الأجور العينية في عام 1831. شن حملة معادية لسوء استخدام نفقات الانتخابات البرلمانية ودافع عن حق سكان ويلز في الحصول على الخدمات الدينية باللغة الويلزية. انشغل أيضاً في خلاف مع الأساقفة حول حالة الكنيسة الأنجليكانية في ويلز وعارض طريقة استغلال عائدات الكنيسة. أصبح بارونيتاً في عام 1838. في عام 1855 قدم السير بنجامن هول قانوناً برلمانياً أدى لتأسيس المجلس الحضري للأعمال (MBW)، وكان أول مفوض رئيسي للمجلس، وكان مسؤولاً عن الكثير من التحسينات الصحية والبيئية في لندن. كما أشرف على المراحل التالية من إعادة بناء بيوت البرلمان، ومن بين ذلك تركيب جرس «بيغ بن» الذي يزن 13.8 طنات في برج الساعة.